# Fan-Art

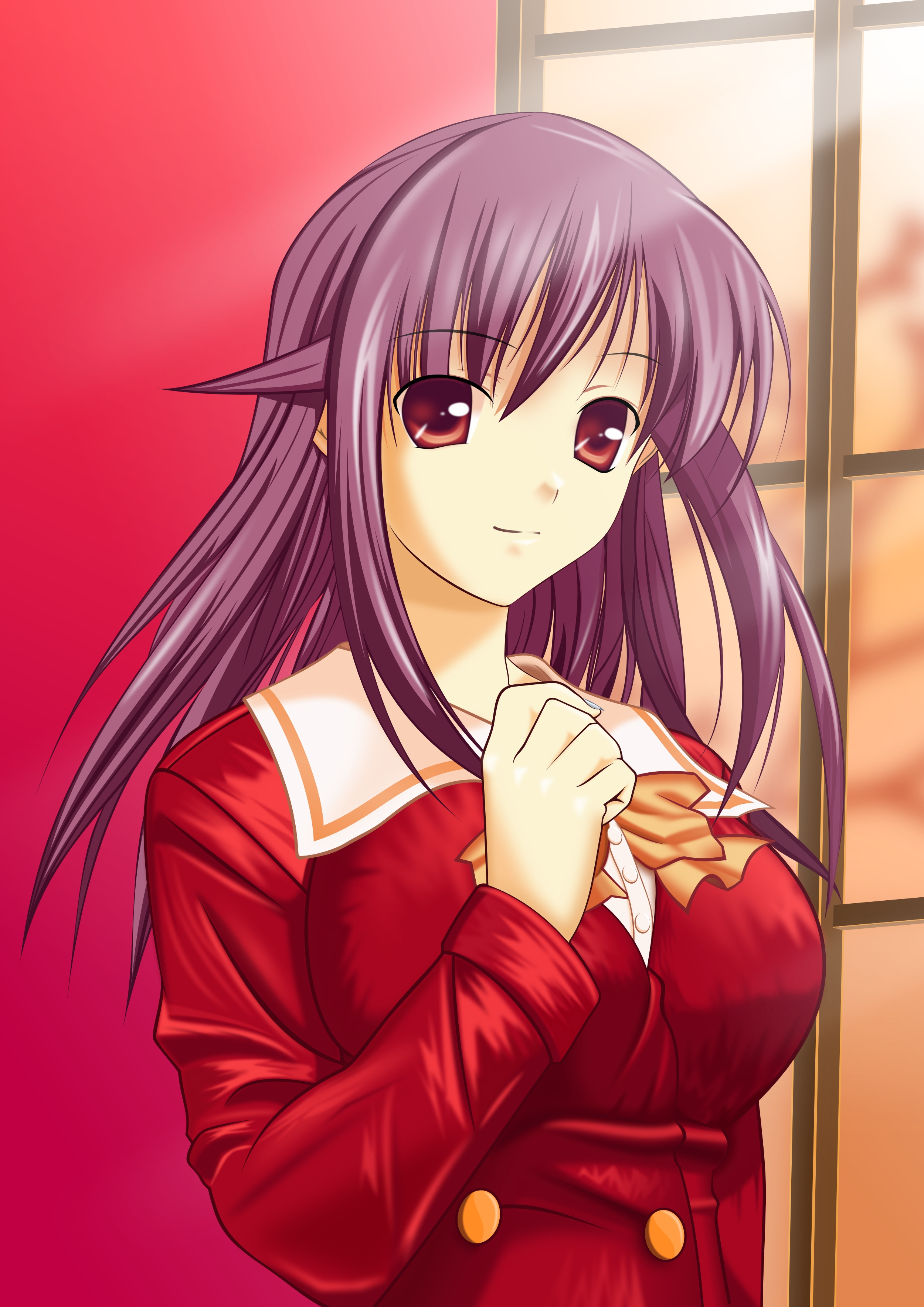
Beispiel für ein Fan-Art im Anime-Stil

Unter Fan-Art versteht man gezeichnete Werke, die Fans eines Künstlers, einer Musikgruppe, eines Autors, einer Fernsehserie oder Ähnlichem anfertigen. Dabei werden oft die Helden oder Hauptpersonen als Motiv gewählt. Der typische Stil des Vorbildes wird imitiert, abgewandelt oder erweitert. Nicht immer muss das Bild eine einfache Kopie bestehender Werke sein, oft erfinden Fans auch eigene Serien oder Handlungsstränge. Besonders beliebt sind Zeichnungen zu japanischen Manga oder Anime.
Viele Fans experimentieren damit, Einflüsse verschiedener, manchmal sogar gegensätzlicher Vorbilder zu kombinieren. Fan-Art wird häufig an Fanklubs oder die Künstler selbst versendet oder innerhalb der Fangemeinde weitergegeben. Die Werke können auch in Zusammenarbeit entstehen. 
Ein analoges Phänomen ist Fan-Fiction, wobei jedoch keine Bilder gemalt, sondern Texte verfasst werden.